# 노르웨이레밍
노르웨이레밍(Lemmus lemmus)은 비단털쥐과에 속하는 설치류의 일종이다. 페노스칸디아 북부 지역의 유일한 토착 척추동물로 흔하게 발견되는 레밍이다. 툰드라와 펠 초원 지대에서 서식하며, 물 근처에서 사는 것을 좋아한다. 사초속 풀과 이끼를 주로 먹는다. 낮과 밤 모두 활동적이며, 낮잠을 교대로 자며 활동한다.